# أمريكيون أقباط
يُشير مصطلح الأمريكيون الأقباط (بالقبطيَّة: ⲛⲓⲣⲉⲙⲛⲭⲏⲙⲓ ⲛ̀ⲁⲙⲉⲣⲓⲕⲏ) إلى المواطنون الأمريكيون من أصول قبطيَّة أو أشخاص من أصول قبطية يقيمون في الولايات المتحدة. اعتباراً من عام 2018 كان هناك حوالي 500,000 من الأقباط يعيشون في الولايات المتحدة. ويتواجد الأقباط بشكل أساسي في المناطق الشمالية لولاية نيوجيرسي ونيويورك، بالإضافة إلى كاليفورنيا الجنوبية.

## تاريخ

### خلفية

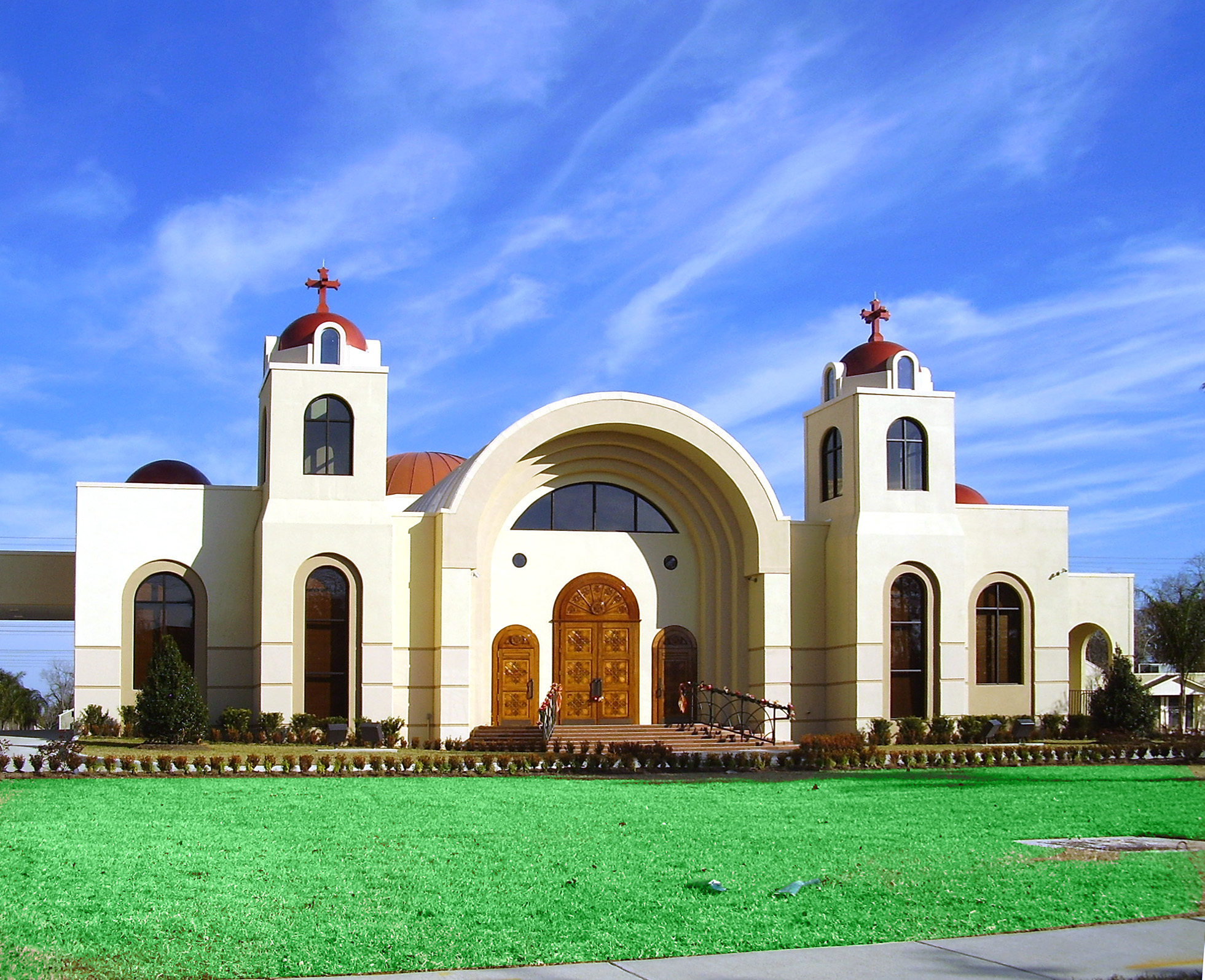
كنيسة القديس مرقص القبطيَّة في تكساس.

بدأت هجرة الأقباط إلى الولايات المتحدة في أواخر عقد 1940. بعد عام 1952 ارتفع معدل الهجرة القبطية من مصر إلى الولايات المتحدة والتي كانت نتيجة للتمييز واضطهاد الأقباط والأوضاع الاقتصادية في مصر. وبدأت أولى موجات هجرة الأقباط للخارج بعد قيام ثورة 23 يوليو 1952 مباشرة، ومع صدور قانون التأميم، لاسيما أن الأقباط كانوا أكثر المصريين ثراء، وبعد انتزاع بعض أملاكهم سارعوا للهجرة إلى دول أميركا وأوروبا وكندا، ويرى المؤرخ الإسرائيلي مردوخاي نيسان أن الأقباط تأثروا بشدة بسياسات تأميم جمال عبد الناصر، لأن العديد من الأقباط كانوا من بين المصريين الأكثر ثراءاً، على الرغم من أنهم كانوا يمثلون حوالي 10 إلى 20% من السكان. بالإضافة إلى ذلك، وفقا لنيسان فقد قوضت سياسات جمال عبد الناصر العربية الشعور القوي للأقباط حول هويتهم المصرية القبطية، والتي نتج عنها تأجيل تصاريح لبناء الكنائس وإغلاق المحاكم الدينية المسيحية. تأسست الكنيسة القبطية الأرثوذكسية الأولى في الولايات المتحدة في أواخر عقد 1960 في جيرسي سيتي.

### الوضع الحالي
اعتبارًا من عام 2013 قدر الباحثون أن هناك حوالي 350,000 قبطي استقروا في الولايات المتحدة قبل الثورة المصرية عام 2011، وأستقر ما يصل إلى 100,000 قبطي في الولايات المتحدة بعد الثورة، هربًا من عدم الاستقرار والعنف في مصر.  وجاء الكثيرون منهم إلى الولايات المتحدة للحصول على حق اللجوء. وشمل المهاجرون الجدد إلى الولايات المتحدة بعد عام 2011 كلاً من الأقباط من الطبقة المتوسطة المتعلمة والأقباط الأكثر فقراً القادمين من الأرياف. واعتباراً من عام 2018 قدر أنّ هناك نصف مليون قبطي يعيشون في الولايات المتحدة.
كانت المراكز التاريخية للحياة القبطية الأمريكية في نيوجيرسي ونيويورك بالإضافة إلى كاليفورنيا الجنوبية. في التسعينيات من القرن العشرين، كان هناك أكثر من 50 رعية قبطية في الولايات المتحدة؛ وبحلول عام 2018 كان هناك أكثر من 250 جماعة قبطية في الولايات المتحدة.